# Бретиньи
Бретиньи́ (фр. Bretigny) — коммуна во Франции, находится в регионе Бургундия. Департамент коммуны — Кот-д’Ор. Входит в состав кантона Дижон 1-й кантон. Округ коммуны — Дижон.
Код INSEE коммуны — 21107.

## Население
Население коммуны на 2010 год составляло 924 человека.
| 1962 | 1968 | 1975 | 1982 | 1990 | 1999 | 2010 |
| ---- | ---- | ---- | ---- | ---- | ---- | ---- |
| 315  | 359  | 445  | 518  | 544  | 716  | 924  |

## Экономика
В 2010 году среди 614 человек трудоспособного возраста (15—64 лет) 468 были экономически активными, 146 — неактивными (показатель активности — 76,2 %, в 1999 году было 73,5 %). Из 468 активных жителей работали 449 человек (229 мужчин и 220 женщин), безработных было 19 (9 мужчин и 10 женщин). Среди 146 неактивных 78 человек были учениками или студентами, 48 — пенсионерами, 20 были неактивными по другим причинам.